# Primera División (El Salvador)
Primera División (El Salvador) sau Liga Mayor este un campionat de fotbal din zona CONCACAF.

## Echipe
| Apertura 2010    |                      |                           |                            |                                             |
| Nume             | Oraș                 | Stadion                   | Primul sezon în prima ligă | Primul sezon după cea mai recentă promovare |
| Águila           | San Miguel           | Juan Francisco Barraza    | 1950/51                    | 1959                                        |
| Alianza          | San Salvador         | Cuscatlán                 | 1959                       | 1959                                        |
| Atlético Balboa  | La Unión             | Marcelino Imbers          | 1999 (A)                   | 2008 (A)                                    |
| Atlético Marte   | San Salvador         | Cuscatlán                 | 1950                       | 2009                                        |
| FAS              | Santa Ana            | Oscar Quiteño             | 1948/49                    | 1948/49                                     |
| Firpo            | Usulután             | Sergio Torres             | 1942                       | 1973                                        |
| Metapán          | Metapán              | Jorge Calero Suarez       | 2001 (A)                   | 2001 (A)                                    |
| Municipal Limeño | Santa Rosa de Lima   | Jose Ramon Flores         | 1971                       | 2009 (A)                                    |
| UES              | San Salvador         | Estadio Universitario UES |                            | 2010 (A)                                    |
| Vista Hermosa    | San Francisco Gotera | Correcaminos              | 2005 (A)                   | 2005 (A)                                    |

## Campioane
Echipele scrise îngroșat participă în prezent în La Liga Mayor.
| Champions                  |               |
| Team                       | Championships |
| FAS                        | 17            |
| Águila                     | 14            |
| Firpo                      | 9             |
| Alianza                    | 9             |
| Atlético Marte             | 8             |
| Hercules (desființată)     | 7             |
| Isidro Metapán             | 4             |
| Quequeisque (desființată)  | 3             |
| C.D. 33 (desființată)      | 3             |
| Once Municipal             | 2             |
| Juventud Olímpia           | 2             |
| Dragon                     | 2             |
| Maya (desființată)         | 2             |
| Vista Hermosa              | 1             |
| Platense                   | 1             |
| Santiagueño (desființată)  | 1             |
| San Salvador (desființată) | 1             |
| España (desființată)       | 1             |
| Chinameca S.C.             | 1             |
| Libertad (desființată)     | 1             |